# 月形那比古

月形 那比古（つきがた なひこ　1923年（大正12年）5月22日 - 2006年（平成18年）8月16日）は、日本の陶芸家。鬼志野創始者、鬼志野宗家。昭和中期から平成中期にかけ、現代美濃陶芸界における志野焼黎明期〜発展期〜成熟期で活躍した日本を代表する荒川豊蔵の次の直接の第二世代の陶工作家。「炎の陶工」「炎の陶人」「沙門の陶工」と言われた。代表作は美濃陶芸の他に、絵画、書、彫刻、篆刻作品などにも秀作を手掛けた。志野焼誕生地の美濃・岐阜県土岐市にて没。享年84（満83歳没）。

## 略歴
1923年（大正12年）新潟県糸魚川市に生まれる。当時の実家は専業農家。5人兄弟姉妹の三男。父は石刻匠、母は華道家。父が那比古５歳の時に不慮の事故で急逝。母子家庭で育てられる。旧制中学時代に当時の国鉄糸魚川駅で実家で菜園した野菜を戸板にて販売して家計を助けた。のちに長岡市の土建業の高瀬組に丁稚に入り、新潟縣立長岡工業高等學校に入学。早稲田大学建築科夜学に入学し終戦後に復学編入し日本大学芸術学部卒業。

在学中に荒川豊蔵に運命的な出会いをする。のち荒川豊蔵の作陶創作精神と美学に傾倒。新潟県立長岡工業学校卒業後、早稲田大学在学中の1941年に学徒出陣、一年早く志願して第二次世界大戦（1939年〜1945年。史上二度目の世界大戦）へ参戦。元大日本帝国陸軍、技術将校。（最終階級は中尉）戦後復学し日本大学芸術学部卒業。
志野は桃山時代に発祥、その後衰退し昭和中期に荒川豊蔵に復興再現されるまで、焼成方法など志野には不明な点が多かったが、永年の天命創作居住を美濃の岐阜県に構え、昭和30年代中頃に独自の研究を基に半地下式穴窯を築き、薪を燃料とする独自焼成方法を発見探求、志野をさらに極端なまでの長時間焼成する火陶「鬼志野」を発表し、昭和陶芸界に衝撃を与えた。また1970年代以降にはには鬼志野作品がアメリカを中心とした海外にも紹介され、国際的に鬼志野がoni-shino、devil-shino、damon-shinoと紹介され、日本国内のみならず直接的、または間接的に海外の陶芸家などにも大きな影響を与えた。
また得度及び出家し、一千日の托鉢修行から受けた禅の精神を反映させた作品群は「禅の陶芸」「禅陶」とも言われた。陶芸創作活動の他に並行して、絵画、映画、写真、建築、篆刻、書、彫刻、モダンバレーの舞台監督などにも、ジャンルを超えた多彩な創作の足跡を残したことでも知られている。主な受賞は文部大臣賞受賞。パリ芸術大賞受賞、現代文化賞など他多。美濃の陶工がパリで初めて単独個展をした先駆者として知られている。「炎の陶人」「東洋のピカソ」の異名を持つ。
陶芸代表作に鬼志野、志野の他に、鬼黄瀬戸などの鬼シリーズがあり、彫刻代表作品は長野市善光寺（国宝の本堂で知られる）大本願宝物殿にある「善光寺御縁起・如来奉遷本田善光尊像」（本体高さ3メートル60センチ）など他。絵画代表作品は富士シリーズ、龍神（日大所蔵）など。書や篆刻作品には禅をテーマにした作品が多い。一貫した創作活動のテーマは「生存への畏敬」。彼のその風貌に圧倒される面があったり、マスメディアなどでイメージが先行する時もあったが、彼の長島茂雄風に良く似たしゃべり方から受ける印象は、実に人間味あふれる人物であった。2006年（平成18年）8月16日朝に急性心筋梗塞にて急逝。享年84（満83歳没）。
※文中にある「半地下式穴窯」の「穴窯（あながま）」は正式には「窖窯（あながま）」と書く。
※桃山時代天正年間に志野は発祥し焼かれていたことから、美濃（岐阜県東美濃地方の多治見市から東にある市町村。東美濃なので正確には東濃地方と呼ぶ。）においては、半地下式穴窯のことを天正窯（平凡社陶器全集などで使用）という名称で使用したり、その窯の形状から半地上式単室穴窯、半地下式単室穴窯、と表記されるが、どれも間違いではない。
※文中上段表記にあるdevil-shino、damon-shinoの表現は日本の「鬼」を表現するためのものであって、英単語が持つ意味ではない。現在は日本語名がそのまま英単語名詞としてoni-shinoないしonishinoと表記される。
※愛陶家などで交わされる言葉である「美濃」は和紙で有名な岐阜県美濃市のことではない。他の代表的伝統陶芸地では「備前」「信楽」「伊賀」「笠間」「益子」「常滑」「有田」「萩」と呼ばれても、そのまま市がつくのでわかりやすが、「美濃」という呼び方で指す市町村は岐阜県多治見市、土岐市、瑞浪市、可児市、（笠原町は多治見市に合併）のことを特にいうが、専門書などで広く指す場合には岐阜県瑞浪市以東である恵那市、中津川市や岐阜県可児市北部にある美濃加茂市やその周辺も指す。ただし正確に言うと可児市、美濃加茂市は中濃地方（地域）になる。

## 初期
月形那比古は終戦後、かねてから崇拝する荒川豊蔵に傾倒していったのだが、昭和20年代から昭和30年代前半の岐阜県の美濃の陶工は志野焼の故郷、岐阜県東濃（東美濃）でも著名な陶芸作家は荒川豊蔵を筆頭に、加藤十右衛門、初代加藤幸兵衛ぐらいしかいなく、1964年（昭和39年）に開催された東京オリンピック景気前の日本の地方はまだまだ昔の佇まいを残す典型的な田舎であった。美濃における当時は個人作家というスタイルは都市部などでは個展発表で認められるスタイルとなりつつあったが、陶芸作家という言葉は一般的認知度は低かった。当然陶芸並びに創作活動だけでは食べていくことは出来にくい状況だったと思うが、日本における現代舞踊の第一人者の石井漠の一番弟子である※石井みどり芸術バレー団の舞台監督を任されることになり、創作活動の一環として、舞台監督を約5年ほど挑戦する。挑戦するも食い足りなく、求めている今の心境は満たされないと感じるようになっていったようである。
若き日の月形那比古は第二次世界大戦での悲惨な体験を元に、今以上に国境のない世界で生きて行きたいと考えるようになる。彼らのためにも自分は出家し、一千日の托鉢修行を普化宗（ふけしゅう）京都明暗寺虚無僧になり、全国行脚を発願するようになる。尺八を法器とし一千日の托鉢修行を行ったのであった。簡単に言えば虚無僧として尺八を吹くことが読経することと同じと考える普化宗宗派の本山で、禅宗の一つとなる明暗寺に出会ったということと、自らの模索期と重なり、自己を見つめることになったのだろう。また秋葉山曹洞宗に帰依、火防ならびに炎を祈り拝みながら、昭和35年ごろに自分の陶工スタイルが確立しつつ、それまでにも描いた初期の抽象絵画よりも早く全国縦断展にて独自の陶芸の鬼志野を発表していくようになる。
※文中の「鬼志野」の読み方は「おにしの」と読む。
※石井みどり・・・現代舞踊家。舞踊芸術家。大正2年生1913年生〜平成20年2008年没。享年94。社団法人現代舞踊協会名誉会長。芸術選奨、紫綬褒章、勲四等など授与。国内外で公演活動を行う。石井漠（現代舞踊創始者。日本におけるモダンダンス及びバレーの祖。1886年生〜1962年没）の高弟子。

## 中期
昭和35年（1960年）から昭和39年（1964年）になると、美濃の陶芸作家は前出の荒川、加藤、初代加藤以外に月形那比古、奥磯栄麓、松山祐利らが個人作家として台頭した、特にこの三人に言えることは、荒川豊蔵についで美濃でもっとも早く半地下式穴窯を再現し、その極限とも言える焼成方法を自分のものにしたことがいえよう。昭和40年代の全国的な第一次陶芸ブームの波がおこり始まるのもこのころである。彼らは全国展開を個々にするようになって行く。月形那比古は黒田領治（初代黒田陶々庵　明治38年1905年生〜昭和62年1987年没）から陶工ならぬ、焼工と言われたりしたのもこの頃である。仮に志野の第一世代が荒川、加藤十右衛門とすると、（初代加藤幸兵衛は志野も焼成していたが、色絵など多岐にわたるジャンルの焼き物をしていた。）志野の第二世代の陶工は月形、奥磯である。（松山祐利は主に美濃にいながらも自然釉焼き〆陶芸を得意としていた）
昭和40年（1965年）から45年（1970年）には岐阜県美濃陶工の第三世代の鈴木蔵、玉置保男、若尾利貞、加藤孝造らが独立、ますます美濃の陶芸界は活発になっていく。また志野再興第一世代の荒川豊蔵の、個人作家としての内弟子である吉田喜彦、中山直樹らが独立、加藤十右衛門内弟子の滝口らが独立し、志野並びに美濃陶芸の都（下記の※1参照）は不動の「陶都」として一般大衆にも認知されるわけである。
この頃、月形那比古は内一番弟子となる加藤芳比古が入門し、個人作家としての責任が大きくなっていく。同時にテレビ出演や、雑誌マスコミなどの取材も増え、昭和48年（1973年）に昭和30年代からの名品集である鬼志野図鑑を発行するなど、今まで以上に独自の路線とともに、「燃ゆる炎の造形想念」を開眼することになった。
※昭和30年代の主流の窯は、完全地上型の四角い窯が主流であった。のちにこの四角い窯がガス窯メーカーの原型ひな形になっていく。
※1ここでは（一般的に美濃焼※1-1といわれる主産地）、当時の市町村の名称での岐阜県東濃（東美濃）の指す市町村は土岐市、可児町、多治見市、笠原町、瑞浪市のことを言う。可児町は現在可児市へと市制になっている。
※1-1美濃焼との名称は広義の意味であって、美濃（東濃地方）で焼かれた（焼かれている）焼き物はすべて美濃焼になるが、美濃焼と言う言葉のニュアンスは産業としての陶器、または陶芸を指す場合が多く、志野、織部、黄瀬戸などの伝統陶芸は、そのまま、志野焼、織部焼などとも言われる。カテゴリーとして分けた場合には、美濃焼は大きな総称であり、この場合には志野、織部、黄瀬戸、美濃伊賀、志野織部、瀬戸黒（天正黒または引出黒）などが入る。また志野や織部も枝分かれするが、志野を例にとって見てみると鼠志野、紅志野、絵志野、練込志野、無地志野、赤志野とその技法や色の発色などから由来する分類に分けられる。

## 後期
昭和50年（1975年）から昭和63年（1988年）（昭和64年は1月1日から1月7日までの一週間しかない）までを後期とすると、日本の高度経済成長期とあいまって、自由に創作活動ができた時期であるといえよう。確かに月形那比古は陶芸作家であるが、洋画家という一面も持っていた人物である。定例個展タイトルである「月形那比古の全貌展」は壮大なスケールの総合芸術活動を行い陶芸、絵画、彫刻、篆刻、書など日本縦断ツアーで発表し衆目を集めた。また芸術の都フランス・パリでの全貌個展を連続2回（当初は1回の予定だったらしいが、絶賛されて2回目を開催。）やり遂げ、美濃の陶工芸術家の中で初めて前人未到の単独個展をパリにて行った。このことは後進を導く例になったのであった。

## 晩期
平成元年（1988年・那比古65才）から平成18年（2006年・那比古83才）を晩期及び最晩期とするならば、彼自身の芸術創作活動の一つのまとめの時期にあたると時代と言えよう。同時に現代美濃陶芸における巨匠の地位を築いた時期にあたる。日本国内における凱旋個展を成功させ、46都道府県開催の全国ツアー個展での月形那比古の創作作品「表現手段は違っても芸術はひとつ」の思想と彼独自の作品発表スタイルはジャンルを超えたファンに恵まれ、また良い環境と良いスタッフに恵まれたラッキーボーイであった。また、来る新世紀21世紀を前に時代が素直にこの作家を受け入れた時代だった。多彩なジャンルの作品はそれぞれのジャンルをクロスオーバーさせて、一つの那比古「燃ゆる想念」の世界を作り上げ「炎の陶人・心象作家（画家）」として親しまれていった。この時代の代表作品は長野市の善光寺に収蔵されている、「善光寺御縁起・如来奉遷本田善光尊像」（本体高さ3メートル60センチ）が1996年がある。土岐市の織部の日記念事業として定着した「織部の心」展に招待出品や、金沢の大樋長左衛門が中心となって盛り上がった、画期的な展覧会の国際ティーボールコレクション（国際茶碗コレクション）などに招待出品などなどした。
また彫刻作品においては、初期はオブジェ風な作品が多かったのだが（月形那比古のオブジェ彫刻は非形象彫刻・ひけしょうちょうこくと呼ばれた。）、晩年は具象彫刻に移り、武将列伝シリーズや、高僧列伝シリーズなど手がけた。晩期には「炎の極限を禅」と想定した造形想念をより強調させた作品が多い。ひとえに陶芸作家というジャンルを超えたその創作活動は現在でも他の作家にも影響を与え、特に鬼志野は亜流を発生させるなど、その月形那比古の創作活動の考え方に傾倒する作家は多い。現在、彼のその足跡並びに、思想は長男の陶芸作家・洋画家として活躍している月形明比古に美濃でもすたれゆく貴重な伝統的半地下式穴窯の特殊焼成技法（※2参照）とともに受け継がれている。彼も「美濃における炎の魔術師」などの異名を持つ。
※2美濃における薪を燃料とする半地下式穴窯を熟知し、自らコントロールして自由自在に焼成できる陶工は非常に数少ないのが現在の美濃の状況である。

## 特色
月形那比古の作品の特色は、多重面の交錯というキーワードと、スパイラルなムーブメントというキーワードに置き換えられるであろう。特に鬼志野作品はうねるような窯変景色と志野とのバランスが、その独特の造型をより強調させ、烈しい美を求めたところにある。また、美濃国で志野発祥時代の桃山時代に栄えた、半地下式穴窯を独自再現し古式技法である薪を使用して、自らコントロールし、火炎の強弱を作品に反映させ焼きぬいたところが特徴である。これにはいくつか作家自身の工夫や研究、窯など、また窯のあるところの地形や風や湿度、気候などにも影響を受ける焼成技法であるが、それを逆手に焼成技法として生かしている。これは古作志野焼成を基本ベースとしながらも鬼志野という、荒川豊蔵にも、加藤唐九郎にもない月形独自の焼成技法が創作される作品にはあるといえよう。よって、近代陶芸及び昭和陶芸史及び平成陶芸史における独創的な志野、すなわち鬼志野の第一人者宗家として、一つの那比古の作風を貫き続けて確立したところにある。
今日我々が“志野”と呼ばれるとイメージする、白い釉がかかった志野において、月形那比古の志野シリーズにおいては、特に那比古の作風として、自身が傾倒、そして崇拝した志野中興の祖人間国宝・荒川豊蔵の人物と作品に多大な影響を受け、造形的にもさることながら、発色、肌合い、削り味、質感、高台作りなどの見所において、荒川豊蔵作品をリスペクトした作風もあるのが特色である。リスペクトとと言っても、そこには那比古のオリジナル性が同居し、最晩期に至るまで作品の特色として独特の造型が展開されている。（一例としてあげると鬼志野観音花生は観音菩薩像の立ち御影を造形イメージした作品。）
余談として、那比古作品の壺シリーズの造形や、花生シリーズの造形含め、那比古陶芸作品群は現在でも後進の美濃の志野作家や他陶芸名窯の作家にも制作の上でも直接的、間接的に多大な影響を及ぼしている。また作品のネーミングにおいても、それまで志野伝統技法そのままの技法をそのまま箱書にしていた作家達にも影響を与え、○○志野や○○○志野（○○はその作家独自のネーミング）などの作家オリジナル性を強調した志野ネーミングの最初のパイオニアでもある。
絵画においては、赤系統をふんだんに使った絵画が多く見られるのが特色で、「燃える赤」と言われる色彩使いが特徴である。この赤い色は彼の思う「燃ゆる炎の想念」を表していると思われる。穴窯の炎を表現している。またマチエールにおいては、鬼志野的なうねる表面の動きが筆の動きに置き換えられ、多重な面の構成によって、二次元の世界が三次元的な表層をなしているのが特徴である。スパイラル（渦を巻く）ムーヴメント（動き）は陶芸絵画の両方に共通する言葉であり、陶芸作品で言えばその重厚で、あぐらをかいたような造型、絵画で言えばその画面からは、作者の人格や心象的旅情、心の眼で映した残像もが、強烈に反映されているイメージがある。
月形那比古をあえて便宜上カテゴリー分けすると陶芸作家と言うことになるが、絵画、篆刻、書、彫刻分野にも優品名作を残している。現代風にいうならば「アーティスト」と言う言葉が適正だろう。これら作品群には自身が良く述べていた「表現は違っても芸術はひとつ」の信念が表されている。
余談として、展覧会会場などでいち早くエンターテーメント性を露出した作家である。これは、自らの尺八吹奏を会場でし、鑑賞者（リスナー）に聞かせ独自のエンターテーテーメント性を加えた那比古ワールドを醸し出した。これは、自身の発奮や個展を托鉢及び修行と考える思考思想からきている。

## 作品概要
鬼志野の命名者はまぎれもなく月形那比古である。（このことは出版物である月形那比古作品集　鬼志野図鑑末尾を参照）作者自身の活動として、昭和時代における新陶と識者から論評された事実もさることながら、従来の「志野」と区別するために頭に鬼という字をつけたのである。鬼の意味としては、烈しい、激しい、荒々しい、景色が多彩、見所が多いなどの要素も表している。また、半地下式穴窯における炎の軌跡が鬼という字に表現されている。
現代のファインアートや美術界においては「鬼志野と言えば月形」と愛陶家や数寄者、茶道家、華道家や絵画コレクターなどにも認知されている。特にこの鬼志野とは（鬼シリーズ含め、那比古陶芸作品）、志野をさらに極端までの長時間焼成することによって、古式半地下式窖窯の美を追求した炎と技と作家の創作想念との結集として存在する最高峰傑作作品である。また鬼シリーズも含め、鬼志野作品などは、那比古自身が言う言葉を借りて言えば、「炎を絵の具にした心象的絵画（景色）」と述べている。これは簡潔に表すとすれば、作品焼成過程において近代油絵の技法の考え方（多重な面の構成）を灼熱の炎を巧みに利用し表現している所も特徴である。
普通の志野シリーズも月形志野らしく豪快な戦国武将風の趣を残しながら、伝統を踏襲した要素と、作者の個性が同居する作風で、志野茶碗制作の上で見所になる高台には、独自の削り味をのこしながらも、志野釉を施す際のさりげない手跡にさえ絵心があるところに特徴がある。この施釉技法も伝統古作志野の技法を考察熟知し、独自の施釉技法によって景色を表現している。絵志野などにおいては、素朴で簡素な絵を一筆でさりげなく描いたところが、見え隠れする志野釉との対比とコントラストに味わいがある。またそれぞれの長石の違いを焼成技法によって巧みに引き出している所も特徴である。
元々、志野は　“桃山時代に日本ではじめて生まれ焼かれた画期的な白い焼物”と言われるように、日本独自の白い焼物である。（それまで、白い器は日本では生まれていなかったため、白い器を作る技法は大陸から伝来した技法をそのまま使用していた。白い器は当時の貴族武家侍社会に非常に珍重されたため。）生まれた時代背景が戦国時代である桃山時代の武将サムライ達に愛された言わば、“サムライの陶芸”であったため、俗に言う「戦で茶を嗜む茶碗」「本陣で戦勝祈願の茶を呑む」「男の茶碗」、「大振りで豪快」な作が中心となって伝世、現代に存在しているが、那比古作品もそうした志野の生まれた時代背景をもさえ、志野作品シリーズの器の大きさにも表現している。あえてここでは、鬼志野、志野だけに限って言えば上記のことが言えるが、他のシリーズ作品含め、陶芸作品群にもそうした強烈な作家の個性が表現されている。
一般的な陶芸作家、洋画作家などの生涯創作点数よりも寡作な作家で、長時間焼成が特徴の陶芸はもちろんのこと、厚塗筆法技の絵画も時間がかかる技法から、月形那比古の生涯創作作品の点数は総じて少ない作家と言える。

## 出演
テレビ地方民法キー局やテレビニュース文化情報での報道など、各地での展覧会及び個展の時には取材出演した番組も多々あるが、月形那比古単独出演または特集番組又は番組内での枠組み特集で放映された代表的な番組は次のとおりである。
- 1968年「ここに生きる」NHK
- 1971年「日本点描・異端児誕生」NHK
- 1972年「ふるさとのアルバム」NHK
- 1979年「月形那比古・炎と祈りの世界」日本テレビ系列及びよみうりテレビ系列
- 1981年「月形那比古・鬼志野/修行と心」NHK
- 1982年「600こちら情報部」で当時NHKキャスターの田畑彦右衛門によって番組内で作品紹介特集　NHK
- 1984年「月形那比古・年始初窯」NHK
- 1999年「おはよう日本」NHK などなど他。

※1981年に放映された「月形那比古・鬼志野/修行と心」はNHKテレビ、NHKラジオ（音声放送のみ）で何回か再放送された事がある。

## CM
1970年代にちがいのわかる男シリーズで有名なネスカフェからテレビコマーシャルの依頼が来たことがあったようだが、創作の妨げになると理由で断った経緯がある。

## 出版物
個展図録などの小冊子、陶芸集、絵画集、彫刻集、篆刻集などそれら大小含めると数が多くなるが、月形那比古を知る上で不可欠で現在でも入手可能な代表的書物には次の書籍がある。
- 月形那比古作品集　鬼志野図鑑　oni-shino / （1973年） 英訳付　初版と二版あり。斗芸社
- 月形那比古の絵画世界　the painting world nahiko tsukigata / （1989年）大陶坊美術館

月形那比古の作品を題材にした書籍出版物には次の書籍がある。
- 那比古の壺・柴良江歌集 　/ 著者　柴良江  / そうぶん社出版

鬼志野と名詞が出てくる現代小説には次の書籍がある。
- 焔（ほむら）/  著者　森本ふじお　/　文芸社

## 月形那比古が崇拝した人物
- 荒川豊蔵（人間国宝）

※工芸芸術で文化勲章を受章し、重要無形文化財の保持者に認定された美濃・岐阜県の最初の明治生まれの陶工作家。志野中興の祖。志野復興再現の祖。美濃岐阜県の陶芸作家。荒川発表作品には陶芸、絵画日本画、墨書画や書などがある。志野が美濃で焼かれていた事を独自の発掘調査による物証証明した人物。それまでの志野焼誕生瀬戸説を覆し志野焼誕生美濃説を有名な「竹の子の絵陶片」によって証明した近代美濃陶芸史上での歴史的人物。

## エピソード
- 月形那比古のファッションスタイルで目に引くのは、なんと言っても筒袖作務衣姿だと思われるが、下半身はスラックスを靴下の中に入れたスタイルである。
- これは意識してやっているのではないそうで、若い時に戦地で脚半をふくらはぎにするスタイルが物凄く気に入っていたもしくは習慣ついて、最晩年までこの靴下の中にスラックススタイルを貫いたらしい。
- また、この格好をはじめて見る若い女性には愛嬌があるファッションのようで、写メされたり、話しかけられたりしたらしい。
- このファッション（靴下の中にスラックスの裾を入れる）のポイントとして、本人が心がけていたところはスラックスと同系色系でまとめるのがポイントであった。いずれの場合もスポーツ系の靴は履かない。また紐のあるウイングチップやストレートチップ、Uチップなどは履かない。必ず黒色表皮スリップオンタイプの皮革製ビジネスシューズを履くのが決まり。但し、スリップオンタイプでも、グッチなどに代表されるビット（金属の飾り）シューズやタッセルシューズ（皮製の飾り）、コインローファーシューズは履かなかった。
- 彼は極度の天然パーマであり、癖毛であったため、セットと床屋に行く手間がかからないオールバックセミロングスタイルの髪型だった。
- 一台の車を35万キロ乗った事があるようだ。特に昭和時代の日産社スローガン「技術の日産」が好きで、日産車ばかりのミッション車を最晩年まで乗り継いだ。
- 晩年はあまり呑まなかったらしいが、40代から50代は酒豪だった。
- 1972年（昭和47年）に一番弟子の加藤芳比古が入門したが、当時のドリフの加藤茶の人気愛称を自分なりに消化してに加藤の事を呼ぶときには加藤ちゃんと那比古は呼んでいた。
- 50代前半の頃に体重が一時期100キロ前後まで行った事がある。
- 加藤唐九郎は月形那比古の尺八を聴きにきた事があるようだ。
- 月形那比古は終戦後に日大芸術学部を卒業して岐阜県土岐市に移住したが、当時の五代加藤加藤幸兵衛（加藤卓男の父）に大変親切にされた経験がある。
- 岐阜県出身の政治家で新日本製鐵副社長や国家公安委員会委員を務め高度経済成長期に於ける経済同友会の設立に尽力した藤井丙午は月形那比古のファンだった。（国立国会図書館にも所蔵されている月形那比古著作の鬼志野図鑑参照）
- 平成初期に内閣総理大臣を務めた橋本龍太郎は岡山県岡山市での展覧会で応援に駆け付けたがっていたが、側近の代理人を那比古個展に行かせた事がある。
- 昭和時代から平成中期にかけてNHK大河ドラマなどでも活躍した名優の緒形拳は多忙な合間を縫って東京での三越個展に駆けつけた事がある。
- 昭和中期時代に石井みどり芸術バレー団の舞台監督を任され邂逅した石井みどり折田克子現代芸術バレー公演の平成初期の全国巡回公演で岐阜県土岐市の市の文化施設である文化プラザに於いて公演をした時に、月形那比古は息子長男の明比古と共に46都道府県の全国縦断個展ツアーで不在だった為、時代を越えて当時の那比古弟子と那比古婦人と共観覧した際に楽屋控室に通され花挨拶に行ったことがある。
- 慰霊の山である三河湾国定公園山頂にある三ヶ根山山頂にある世界平和祈念像の作品タイトル萬世太平の大型ブロンズ彫刻像（台共高さ１０メートル）の作品は月形那比古の代表彫刻で、三ヶ根の・・・で始まる萬世太平の賦は第二次世界大戦（大東亜戦争）の戦争に直接参加した月形那比古によるものである。また廟の入り口の巨大門を兼ねる石門の字は天台宗比叡山延暦寺で2度の千日回峰行を達成し1000年を越える比叡山の歴史の中でも3人のみしか成し得なかった酒井大阿闍梨（酒井雄哉）の字によるものである。ちなみに石門の石は福島県産の大倉御影石である。
- アメリカ出身の日本を拠点に活躍している米ABCテレビのプロデューサーのデーブスペクターは平成時代に大阪ニューオオタニでの月形那比古の全貌展を見に来たことがある。
- 設立当初間もない、初期の頃の美濃陶芸協会に月形那比古は所属していた時期がある。但し在籍期間は極々極めて短い。脱会した理由は「自分なりに十分に協会に貢献できたためと、作家活動多忙のため」との理由から。
- 全国的に有名な清い水と盆踊りの徹夜踊りで有名な、岐阜県郡上市八幡町（（旧・郡上郡八幡町、通称「郡上八幡」）の郡上踊り（1996年に国から重要無形民俗文化財に指定）の毎年恒例お盆期間中の徹夜踊りは、多忙時を除いて参加していた。特に盆踊りのライブ囃子（郡上おどり保存会が中心）が行われる盆踊りの中心屋台には、横笛を持って顔パスで上がれた。尺八吹奏のみならず、「あらや〜　ちくさっさ〜」などの「やっちく」含め、10種類ある郡上踊りの曲をマスターしていた横笛に、当時の保存会から月形那比古に評価があったため。
- 月形那比古はホットコーヒーを飲むのが異常に早かったらしい。
- 岡本太郎の「芸術は爆発だ」という名言を非常に良く気に入っていた。
- 雪国豪雪地帯の新潟育ちなので趣味のひとつ、スキーは滑降からクロスカントリーまでこなす腕前だった。また50代半ばからはクロスカントリーの板を特注するほど、スキーに長けていた。
- 洋の内外を問わず音楽界ではジャクソンファイブ時代からのマイケルジャクソンはじめピンクレディー、ポールモーリア、北島三郎、喜太郎、YMO、カシオペア、渡辺香津美などを高く評価していた。
- 映画界では、スティーブンスチルバーグ、黒澤明、ブルースリー、ジャッキーチェン、ジェームズ・キャメロンなど高く評価していた。